# Schmerldorf
Schmerldorf ist ein Gemeindeteil der Gemeinde Memmelsdorf im oberfränkischen Landkreis Bamberg in Bayern.

## Geografie
Nachbarorte des Dorfessind die zur Gemeinde Memmelsdorf gehörenden Ortsteile Kremmeldorf, Meedensdorf und Drosendorf sowie Straßgiech (Stadt Scheßlitz).

## Geschichte
Der Ort wurde 1379 das erste Mal genannt, früher waren auch die Namen „Smirendorf“ oder „Schmirreldorf“ gebräuchlich.
1408 verkaufte Hans von Eckdorf den „Hof zu Smirendorf“ an den Domherrn und obersten Schulmeister Friedrich Czolner von Halburg. Der Hof war freies Mannslehen, er konnte nur an einen Mann übertragen werden.
Lange war das Dorf durch den durchfließenden Bach getrennt, ein Teil gehörte zu Scheßlitz, der andere zu Memmelsdorf.
Nach der Säkularisation hatte der Ort 14 Häuser. Eines fiel dem späteren Bürgerspital Bamberg zu und zwei blieben unter den Herren von Löffelholz. Der Rest war dem königlichen Rentamt Scheßlitz lehenbar.
Später gehörte der Ort zur Gemeinde Kremmeldorf, bis beide Orte im Zuge der Gebietsreform in Bayern am 1. Januar 1972 in die Gemeinde Memmelsdorf eingegliedert wurden.

## Einrichtungen
- Freiwillige Feuerwehr
- Vereinsraum